# Liste von Terroranschlägen im Jahr 2007
Die Liste von Terroranschlägen im Jahr 2007 enthält eine unvollständige Auswahl von Terroranschlägen, die im Jahr 2007 passierten. Attentate werden gesondert in der Liste bekannter Attentate behandelt. Die Liste von Sprengstoffanschlägen listet auch nichtterroristische Anschläge. Die Liste von Flugzeugentführungen enthält eine Liste mit meist terroristischem Hintergrund. Im Artikel Rechtsterrorismus werden weitere terroristische Anschläge aufgezählt.

## Erläuterung
In der Spalte Politische Ausrichtung ist die politische bzw. weltanschauliche Einordnung der Täter angegeben: faschistisch, rassistisch, nationalistisch, nationalsozialistisch, sozialistisch, kommunistisch, antiimperialistisch, islamistisch (schiitisch, sunnitisch, deobandisch, salafistisch, wahhabitisch), hinduistisch. Bei vorrangig auf staatliche Unabhängigkeit oder Autonomie zielender Ausrichtung ist autonomistisch vorangestellt, gefolgt von der Region oder der Volksgruppe und ggf. weiteren Merkmalen der Täter: armenisch, irisch (katholisch), kurdisch, tirolisch, tschetschenisch, dagestanisch, punjabisch (sikhistisch), palästinensisch.
Die Opferzahlen der Anschläge werden farbig dargestellt:

Die Zahl bei den Anschlägen getöteter/verletzter Täter ist in Klammern ( ) gesetzt.

## Januar
| Datum/Beginn    | Betroffenes Land | Anschlag                   | Täter           | Politische Ausrichtung                                                  | Mittel                             | Ziel                          | Tote    | Verletzte | Hintergrund                       |
| --------------- | ---------------- | -------------------------- | --------------- | ----------------------------------------------------------------------- | ---------------------------------- | ----------------------------- | ------- | --------- | --------------------------------- |
| 01. Januar 2007 | Thailand         | Anschlag in Bangkok        |                 |                                                                         | 9 Sprengsätze                      |                               | 3       | 38        | Konflikt in Südthailand seit 2004 |
| 04. Januar 2007 | Irak             | Anschlag in Bagdad         |                 |                                                                         | 2 Autobomben                       | Wohnviertel                   | 13      | 25        | Irakischer Widerstand             |
| 05. Januar 2007 | Sri Lanka        | Anschlag in Nittambuwa     | LTTE            | autonomistisch, tamilisch-sozialistisch                                 | Sprengsatz                         | Bus                           | 5       | 30        | Bürgerkrieg in Sri Lanka          |
| 05. Januar 2007 | Indien           | Anschlag in Assam          | ULFA            | autonomistisch, assamesisch-nationalistisch, marxistisch, sozialistisch | Schusswaffen                       | Arbeiter                      | 48      | 19        | Aufstand im Nordosten Indiens     |
| 06. Januar 2007 | Indien           | Anschlag in Shopian        |                 |                                                                         | Granate                            | Militärpatrouille             | 1       | 25        | Aufstand in Kaschmir              |
| 06. Januar 2007 | Sri Lanka        | Anschlag in Galle          | LTTE            | autonomistisch, tamilisch-sozialistisch                                 | Selbstmordattentäterin             | Bus                           | 11 (+1) | 47        | Bürgerkrieg in Sri Lanka          |
| 08. Januar 2007 | Sudan            | Anschlag in Scharq Darfur  |                 |                                                                         | Schusswaffen, Brandstiftung        | Zivilisten                    | 20      | 13        | Darfur-Konflikt                   |
| 10. Januar 2007 | Philippinen      | Anschlag in General Santos |                 |                                                                         | Sprengsatz                         | Lotterie                      | 6       | 33        | Moro-Konflikt                     |
| 15. Januar 2007 | Irak             | Anschlag in Mossul         |                 |                                                                         | Selbstmordattentäter mit Autobombe | Militärpatrouille             | 7 (+1)  | 40        | Irakischer Widerstand             |
| 16. Januar 2007 | Irak             | Anschlag in Bagdad         |                 |                                                                         | 2 Autobomben, Selbstmordattentäter | Markt                         | 64 (+1) | 132       | Irakischer Widerstand             |
| 16. Januar 2007 | Irak             | Anschlag in Bagdad         |                 |                                                                         | Schusswaffen                       | Zivilisten                    | 10      | 20        | Irakischer Widerstand             |
| 17. Januar 2007 | Indien           | Anschlag in Guwahati       | vermutlich ULFA | autonomistisch, assamesisch-nationalistisch, marxistisch, sozialistisch | Selbstmordattentäter               | Markt                         | 1 (+1)  | 26        | Aufstand im Nordosten Indiens     |
| 17. Januar 2007 | Irak             | Anschlag in Kirkuk         |                 |                                                                         | Selbstmordattentäter mit Autobombe | Kontrollpunkt                 | 3 (+1)  | 30        | Irakischer Widerstand             |
| 18. Januar 2007 | Irak             | Anschlag in Bagdad         |                 |                                                                         | 3 Autobomben                       | Markt                         | 10      | 30        | Irakischer Widerstand             |
| 19. Januar 2007 | Äthiopien        | Anschlag in Somali         | vermutlich ONLF | autonomistisch                                                          | Schusswaffen                       |                               | 25      | 0         | Aufstand im Ogaden                |
| 20. Januar 2007 | Indien           | Anschlag in Tinsukia       | vermutlich ULFA | autonomistisch, assamesisch-nationalistisch, marxistisch, sozialistisch | Motorradbombe                      | Zivilisten                    | 2       | 20        | Aufstand im Nordosten Indiens     |
| 22. Januar 2007 | Irak             | Anschlag in Bagdad         |                 |                                                                         | 2 Autobomben                       | Markt                         | 88      | 160       | Irakischer Widerstand             |
| 24. Januar 2007 | Irak             | Anschlag in Bagdad         |                 |                                                                         | Mörser                             | Krankenhaus                   | 2       | 20        | Irakischer Widerstand             |
| 25. Januar 2007 | Irak             | Anschlag in Bagdad         |                 |                                                                         | Selbstmordattentäter mit Autobombe | Markt, Polizisten, Zivilisten | 25 (+1) | 54        | Irakischer Widerstand             |
| 27. Januar 2007 | Irak             | Anschlag in Bagdad         |                 |                                                                         | 2 Autobomben                       | Markt, Zivilisten             | 15      | 55        | Irakischer Widerstand             |
| 28. Januar 2007 | Irak             | Anschlag in Bagdad         |                 |                                                                         | Mörser                             | Schule                        | 4       | 21        | Irakischer Widerstand             |
| 30. Januar 2007 | Irak             | Anschlag in Diyala         |                 |                                                                         | Selbstmordattentäter               | Moschee                       | 23 (+1) |           | Irakischer Widerstand             |

## Februar
| Datum/Beginn     | Betroffenes Land                  | Anschlag                    | Täter                                        | Politische Ausrichtung                                     | Mittel                                | Ziel                                                  | Tote    | Verletzte | Hintergrund                           |
| ---------------- | --------------------------------- | --------------------------- | -------------------------------------------- | ---------------------------------------------------------- | ------------------------------------- | ----------------------------------------------------- | ------- | --------- | ------------------------------------- |
| 01. Februar 2007 | Irak                              | Anschlag in Hilla           |                                              |                                                            | 2 Selbstmordattentäter                | Markt                                                 | 57 (+2) | 150       | Irakischer Widerstand                 |
| 01. Februar 2007 | Tschad                            | Anschlag in Adré            |                                              |                                                            | Schusswaffen                          | Zivilisten, Soldaten                                  | 32      | 70        | Bürgerkrieg im Tschad 2005–2010       |
| 02. Februar 2007 | Deutschland                       | Anschlag in Dortmund        | Combat 18                                    | nationalsozialistisch, rassistisch                         | Schusswaffe                           | Tunesier in Aldi-Filiale                              | 1       | 0         |                                       |
| 03. Februar 2007 | Palästinensische Autonomiegebiete | Anschlag in Gaza            |                                              |                                                            | Brandstiftung                         | Universität                                           | 17      | 200       | Israelisch-Palästinensischer Konflikt |
| 03. Februar 2007 | Irak                              | Anschlag in Bagdad          |                                              |                                                            | Autobombe                             | Markt                                                 | 120     | 246       | Irakischer Widerstand                 |
| 08. Februar 2007 | Irak                              | Anschlag in Wasit           |                                              |                                                            | Autobombe                             | Markt                                                 | 16      | 25        | Irakischer Widerstand                 |
| 09. Februar 2007 | Afghanistan                       | Anschlag in Masar-e Scharif |                                              |                                                            | Sprengsatz                            | Einkaufszentrum                                       | 0       | 23        | Krieg in Afghanistan                  |
| 11. Februar 2007 | Somalia                           | Anschlag in Kismaayo        |                                              |                                                            | Granate, Sprengsatz                   | Kundgebung, Zivilisten                                | 9       | 49        | Somalischer Bürgerkrieg               |
| 11. Februar 2007 | Irak                              | Anschlag in Salah ad-Din    |                                              |                                                            | Selbstmordattentäter mit Autobombe    | Polizeistation                                        | 14 (+1) | 25        | Irakischer Widerstand                 |
| 12. Februar 2007 | Irak                              | Anschlag in Bagdad          |                                              |                                                            | 2 Autobomben                          | Märkte                                                | 66      | 150+      | Irakischer Widerstand                 |
| 14. Februar 2007 | Libanon                           | Anschlag nahe Beirut        |                                              |                                                            | Sprengstoff                           | Bus                                                   | 3       | 20+       |                                       |
| 15. Februar 2007 | Irak                              | Anschlag in Ramadi          |                                              |                                                            | Selbstmordattentäter mit Autobombe    | Polizisten                                            | 14 (+1) | 25        | Irakischer Widerstand                 |
| 15. Februar 2007 | Irak                              | Anschlag in Bagdad          |                                              |                                                            | Autobombe                             | Markt                                                 | 3       | 20        | Irakischer Widerstand                 |
| 17. Februar 2007 | Irak                              | Anschlag in Kirkuk          |                                              |                                                            | 2 Selbstmordattentäter mit Autobomben | Zivilisten                                            | 11 (+2) | 65        | Irakischer Widerstand                 |
| 17. Februar 2007 | Pakistan                          | Anschlag in Quetta          |                                              |                                                            | Selbstmordattentäter                  | Gerichtsgebäude                                       | 15 (+1) | 35        | Konflikt in Nordwest-Pakistan         |
| 18. Februar 2007 | Indien                            | Anschlag in Haryana         | vermutlich Abhinav Bharat / Laschkar-e Taiba | hinduistisch-nationalistisch / salafistisch                | Sprengsätze                           | Expresszug                                            | 70      | 50        |                                       |
| 18. Februar 2007 | Irak                              | Anschlag in Bagdad          |                                              |                                                            | 2 Autobomben                          | Markt                                                 | 56      | 127       | Irakischer Widerstand                 |
| 18. Februar 2007 | Thailand                          | Anschlagsserie              |                                              |                                                            | 23 Sprengsätze                        | Karaoke-Bars, Hotels, Märkte, Zivilisten, Stromsender | 3       | 50+       | Konflikt in Südthailand seit 2004     |
| 19. Februar 2007 | Tschad                            | Anschlag in Fada            | UFDD                                         |                                                            |                                       | Zivilisten                                            | 63      | 45        | Bürgerkrieg im Tschad 2005–2010       |
| 19. Februar 2007 | Somalia                           | Anschlag in Mogadischu      |                                              |                                                            | Mörser                                | Villa Somalia, Krankenhaus, Militärhauptquartier      | 13      | 100       | Somalischer Bürgerkrieg               |
| 20. Februar 2007 | Irak                              | Anschlag in Bagdad          |                                              |                                                            | Sprengsatz                            | Chlorgas-Lkw                                          | 9       | 150+      | Irakischer Widerstand                 |
| 20. Februar 2007 | Irak                              | Anschlag in Bagdad          |                                              |                                                            | Selbstmordattentäter                  | Zivilisten                                            | 7 (+1)  | 20        | Irakischer Widerstand                 |
| 20. Februar 2007 | Irak                              | Anschlag in Bagdad          |                                              |                                                            | Selbstmordattentäter mit Autobombe    | Kontrollpunkt                                         | 5 (+1)  | 20        | Irakischer Widerstand                 |
| 21. Februar 2007 | Irak                              | Anschlag in Nadschaf        |                                              |                                                            | Selbstmordattentäter mit Autobombe    | Kontrollpunkt                                         | 8 (+1)  | 43        | Irakischer Widerstand                 |
| 24. Februar 2007 | Irak                              | Anschlag in al-Anbar        |                                              |                                                            | Autobombe                             | Moschee                                               | 35      | 60        | Irakischer Widerstand                 |
| 26. Februar 2007 | Irak                              | Anschlag in Bagdad          |                                              |                                                            | Selbstmordattentäterin                | Hochschule                                            | 40 (+1) |           | Irakischer Widerstand                 |
| 27. Februar 2007 | Irak                              | Anschlag in Mossul          |                                              |                                                            | Selbstmordattentäter mit Autobombe    | Polizeistation                                        | 7 (+1)  | 28        | Irakischer Widerstand                 |
| 27. Februar 2007 | Afghanistan                       | Anschlag in Parwan          | Taliban                                      | deobandisch-fundamentalistisch, paschtunisch, islamistisch | Selbstmordattentäter                  | Militärflughafen                                      | 23 (+1) | 27        | Krieg in Afghanistan                  |
| 28. Februar 2007 | Irak                              | Anschlag in Bagdad          |                                              |                                                            | Mörser                                | Markt                                                 | 4       | 20        | Irakischer Widerstand                 |

## März
| Datum/Beginn  | Betroffenes Land | Anschlag                 | Täter                       | Politische Ausrichtung                                                                      | Mittel                                           | Ziel                                 | Tote       | Verletzte | Hintergrund             |
| ------------- | ---------------- | ------------------------ | --------------------------- | ------------------------------------------------------------------------------------------- | ------------------------------------------------ | ------------------------------------ | ---------- | --------- | ----------------------- |
| 03. März 2007 | Irak             | Anschlag in Ramadi       |                             |                                                                                             | Selbstmordattentäter mit Autobombe               | Kontrollpunkt                        | 12 (+1)    | 20        | Irakischer Widerstand   |
| 04. März 2007 | Afghanistan      | Anschlag in Nangarhar    |                             |                                                                                             | Selbstmordattentäter mit Autobombe, Schusswaffen | Marinekonvoi                         | 10 (+1)    | 34        | Krieg in Afghanistan    |
| 05. März 2007 | Irak             | Anschlag in Bagdad       |                             |                                                                                             | Selbstmordattentäter mit Autobombe               | Markt                                | 23-30 (+1) | 65+       | Irakischer Widerstand   |
| 06. März 2007 | Irak             | Anschlag in Hilla        | Islamic State of Iraq       | salafistisch, wahhabitisch                                                                  | 2 Selbstmordattentäter                           | Schiitische Pilger                   | 90 (+2)    | 200+      | Irakischer Widerstand   |
| 07. März 2007 | Somalia          | Anschlag in Mogadischu   |                             |                                                                                             | Panzerfaust, Schusswaffen                        | Militärkonvoi, Zivilisten            | 10         | 20        | Somalischer Bürgerkrieg |
| 07. März 2007 | Irak             | Anschlag in Baladruz     |                             |                                                                                             | Selbstmordattentäter                             | Café                                 | 30 (+1)    | 25        | Irakischer Widerstand   |
| 07. März 2007 | Irak             | Anschlag in Bagdad       |                             |                                                                                             | Selbstmordattentäter mit Autobombe               | Schiitische Pilger                   | 9 (+1)     | 23        | Irakischer Widerstand   |
| 10. März 2007 | Irak             | Anschlag in Bagdad       |                             |                                                                                             | Selbstmordattentäter mit Autobombe               | Kontrollpunkt                        | 28 (+1)    | 40        | Irakischer Widerstand   |
| 11. März 2007 | Irak             | Anschlag in Bagdad       |                             |                                                                                             | Selbstmordattentäter mit Autobombe               | Schiitische Pilger                   | 30 (+1)    | 39        | Irakischer Widerstand   |
| 11. März 2007 | Irak             | Anschlag in Diyala       | vermutlich ISI              | salafistisch, wahhabitisch                                                                  | Schusswaffen, Brandstiftung                      | Schiitisches Dorf                    | 30         |           | Irakischer Widerstand   |
| 11. März 2007 | Irak             | Anschlag in Bagdad       |                             |                                                                                             | 2 Selbstmordattentäter                           | Schiitische Zivilisten               | 27 (+1)    | 33        | Irakischer Widerstand   |
| 11. März 2007 | Irak             | Anschlag in Bagdad       |                             |                                                                                             | Selbstmordattentäter mit Autobombe               | Schiitische Pilger                   | 31 (+1)    | 24        | Irakischer Widerstand   |
| 14. März 2007 | Irak             | Anschlag in Tuz Churmatu |                             |                                                                                             | Selbstmordattentäter                             | Markt                                | 7 (+1)     | 25        | Irakischer Widerstand   |
| 15. März 2007 | Indien           | Anschlag in Chhattisgarh | CPI                         | kommunistisch, marxistisch-leninistisch-maoistisch, links-nationalistisch                   | Gewehre, Granaten, Brandbomben                   | Polizeiposten                        | 55         | 12        | Naxalitenaufstand       |
| 16. März 2007 | Irak             | Anschlag in al-Anbar     | vermutlich al-Qaida im Irak | salafistisch, wahhabitisch, panislamisch, antikommunistisch, antizionistisch, antisemitisch | 3 Selbstmordattentäter mit Autobomben            | Kontrollpunkte, Polizisten, Soldaten | 2 (+3)     | 352       | Irakischer Widerstand   |
| 19. März 2007 | Irak             | Anschlag in Kirkuk       |                             |                                                                                             | Autobomben, Artillerie, Sprengstoff              | Moscheen, Polizisten, Zivilisten     | 13         | 50        | Irakischer Widerstand   |
| 19. März 2007 | Irak             | Anschlag in Bagdad       |                             |                                                                                             | Selbstmordattentäter                             | Moschee                              | 5          | 25        | Irakischer Widerstand   |
| 20. März 2007 | Irak             | Anschlag in Bagdad       |                             |                                                                                             | Mörser                                           | Zivilisten                           | 7          | 20        | Irakischer Widerstand   |
| 20. März 2007 | Irak             | Anschlag in Bagdad       |                             |                                                                                             | Autobombe                                        | Zivilisten                           | 4          | 21        | Irakischer Widerstand   |
| 20. März 2007 | Irak             | Anschlag in al-Anbar     |                             |                                                                                             | Autobombe                                        | Markt                                | 40         |           | Irakischer Widerstand   |
| 21. März 2007 | Irak             | Anschlag in Mossul       |                             |                                                                                             | Selbstmordattentäter mit Autobombe               | PUK-Hauptquartier                    | 7 (+1)     | 21        | Irakischer Widerstand   |
| 23. März 2007 | Irak             | Anschlag in Bagdad       |                             |                                                                                             | Schuss- und Stichwaffen                          | Zivilisten                           | 25         |           | Irakischer Widerstand   |
| 24. März 2007 | Irak             | Anschlag in Bagdad       |                             |                                                                                             | Selbstmordattentäter mit Autobombe               | Polizeistation                       | 20         | 26        | Irakischer Widerstand   |
| 24. März 2007 | Irak             | Anschlag in Babil        |                             |                                                                                             | Selbstmordattentäter mit Autobombe               | Religiöse Stätte                     | 4 (+1)     | 30        | Irakischer Widerstand   |
| 27. März 2007 | Irak             | Anschlag in Tal Afar     |                             |                                                                                             | 2 Selbstmordattentäter mit Autobomben            | Zivilisten                           | 152 (+2)   | 351       | Irakischer Widerstand   |
| 27. März 2007 | Irak             | Anschlag in Kirkuk       |                             |                                                                                             | Stichwaffen                                      | Katholische Nonnen                   | 2          | 50        | Irakischer Widerstand   |
| 28. März 2007 | Irak             | Anschlag in Babil        |                             |                                                                                             | Selbstmordattentäter mit Autobombe               | Zivilisten                           | 1 (+1)     | 20        | Irakischer Widerstand   |
| 28. März 2007 | Irak             | Anschlag in Tal Afar     |                             |                                                                                             | Schusswaffen                                     | Zivilisten                           | 45         | 0         | Irakischer Widerstand   |
| 29. März 2007 | Irak             | Anschlag in Babil        |                             |                                                                                             | Autobombe                                        | Zivilisten                           | 5          | 20        | Irakischer Widerstand   |
| 29. März 2007 | Irak             | Anschlag in Bagdad       |                             |                                                                                             | Sprengstoff                                      | Zivilisten                           | 3          | 20        | Irakischer Widerstand   |
| 30. März 2007 | Irak             | Anschlag in Bagdad       |                             |                                                                                             | 2 Selbstmordattentäter                           | Markt                                | 70 (+2)    | 130       | Irakischer Widerstand   |
| 30. März 2007 | Irak             | Anschlag in Diyala       |                             |                                                                                             | 3 Selbstmordattentäter mit Autobomben            | Zivilisten                           | 50 (+3)    | 103       | Irakischer Widerstand   |
| 30. März 2007 | Irak             | Anschlag in Tal Afar     |                             |                                                                                             | Massenexekution mittels Sprengstoff              | Zivilisten                           | 145        | 170       | Irakischer Widerstand   |
| 31. März 2007 | Irak             | Anschlag in Bagdad       |                             |                                                                                             | 2 Autobomben, Sprengsatz                         | Zivilisten                           | 7          | 47        | Irakischer Widerstand   |
| 31. März 2007 | Irak             | Anschlag in Bagdad       |                             |                                                                                             | Autobombe                                        | Zivilisten                           | 5          | 22        | Irakischer Widerstand   |

## April
| Datum/Beginn   | Betroffenes Land | Anschlag                   | Täter                              | Politische Ausrichtung                                                                      | Mittel                                       | Ziel                              | Tote    | Verletzte | Hintergrund                       |
| -------------- | ---------------- | -------------------------- | ---------------------------------- | ------------------------------------------------------------------------------------------- | -------------------------------------------- | --------------------------------- | ------- | --------- | --------------------------------- |
| 02. April 2007 | Sri Lanka        | Anschlag in Ampara         | vermutlich LTTE                    | autonomistisch, tamilisch-sozialistisch                                                     | Sprengsatz                                   | Bus                               | 16      | 25        | Bürgerkrieg in Sri Lanka          |
| 03. April 2007 | Irak             | Anschlag in Kirkuk         |                                    |                                                                                             | Selbstmordattentäter mit Autobombe           | Regierungsgebäude                 | 11 (+1) | 178       | Irakischer Widerstand             |
| 06. April 2007 | Jemen            | Anschlag in ʿAmrān         |                                    |                                                                                             | Brandstiftung                                | Moschee                           | 0       | 33        |                                   |
| 06. April 2007 | Irak             | Anschlag in Ramadi         |                                    |                                                                                             | Selbstmordattentäter mit Autobombe, Chlorgas | Kontrollpunkt                     | 19 (+1) | 30        | Irakischer Widerstand             |
| 06. April 2007 | Sri Lanka        | Anschlag nahe Vavuniya     | vermutlich LTTE                    | autonomistisch, tamilisch-sozialistisch                                                     | Landmine                                     | Bus                               | 8       | 25        | Bürgerkrieg in Sri Lanka          |
| 06. April 2007 | Pakistan         | Anschlag in Parachinar     |                                    |                                                                                             | Automatische Schusswaffen                    | Schiitische Zivilisten            | 10      | 83        | Konflikt in Nordwest-Pakistan     |
| 08. April 2007 | Irak             | Anschlag in Babil          |                                    |                                                                                             | Autobombe                                    | Krankenhaus                       | 17      | 26        | Irakischer Widerstand             |
| 09. April 2007 | Indien           | Anschlag in Tamil Nadu     | vermutlich LTTE                    | autonomistisch, tamilisch-sozialistisch                                                     | Autobombe                                    | Zivilisten                        | 20      | 18        | Bürgerkrieg in Sri Lanka          |
| 09. April 2007 | Kolumbien        | Anschlag in Cali           | vermutlich FARC-EP                 | marxistisch-leninistisch, links-nationalistisch                                             | Autobombe                                    | Polizeistation                    | 1       | 34        | Bewaffneter Konflikt in Kolumbien |
| 10. April 2007 | Irak             | Anschlag in Diyala         |                                    |                                                                                             | Selbstmordattentäterin                       | Polizeirekrutierungszentrum       | 15 (+1) | 33        | Irakischer Widerstand             |
| 11. April 2007 | Algerien         | Anschlag in Algier         | al-Qaida im Maghreb                | salafistisch, wahhabitisch                                                                  | 2 Selbstmordattentäter                       | Regierungsgebäude, Polizeistation | 28 (+2) | 160       | Algerischer Bürgerkrieg           |
| 11. April 2007 | Marokko          | Anschlag in Casablanca     |                                    |                                                                                             | 3 Selbstmordattentäter                       | Polizisten                        | 0 (+3)  | 21        |                                   |
| 11. April 2007 | Sudan            | Anschlag in Schamal Darfur | vermutlich Dschandschawid          | arabisch-nationalistisch                                                                    | Schusswaffen                                 | Zivilisten                        | 40      | 25        | Darfur-Konflikt                   |
| 12. April 2007 | Irak             | Anschlag in Bagdad         | al-Qaida im Irak                   | salafistisch, wahhabitisch, panislamisch, antikommunistisch, antizionistisch, antisemitisch | Selbstmordattentäter                         | Café                              | 7 (+1)  | 20        | Irakischer Widerstand             |
| 12. April 2007 | Irak             | Anschlag in Bagdad         |                                    |                                                                                             | Selbstmordattentäter mit Autobombe           | Brücke                            | 10 (+1) | 26        | Irakischer Widerstand             |
| 13. April 2007 | Irak             | Anschlag in Bagdad         |                                    |                                                                                             | Selbstmordattentäter                         | Parlamentskantine                 | 7 (+1)  | 20        | Irakischer Widerstand             |
| 14. April 2007 | Irak             | Anschlag in Kerbela        |                                    |                                                                                             | Selbstmordattentäter mit Autobombe           | Schrein                           | 35 (+1) | 168       | Irakischer Widerstand             |
| 15. April 2007 | Irak             | Anschlag in Bagdad         |                                    |                                                                                             | 2 Autobomben                                 | Markt                             | 34      | 50        | Irakischer Widerstand             |
| 15. April 2007 | Sudan            | Anschlag in Schamal Darfur | vermutlich Dschandschawid          | arabisch-nationalistisch                                                                    | Schusswaffen                                 | Zivilisten                        | 73      | 0         | Darfur-Konflikt                   |
| 16. April 2007 | Afghanistan      | Anschlag in Kundus         |                                    |                                                                                             | Selbstmordattentäter                         | Polizisten                        | 9 (+1)  | 25        | Krieg in Afghanistan              |
| 18. April 2007 | Irak             | Anschlag in Bagdad         | vermutlich al-Qaida im Irak        | salafistisch, wahhabitisch, panislamisch, antikommunistisch, antizionistisch, antisemitisch | Autobombe                                    | Markt                             | 127     | 148       | Irakischer Widerstand             |
| 18. April 2007 | Irak             | Anschlag in Bagdad         | vermutlich Sunnitische Extremisten |                                                                                             | Selbstmordattentäter mit Autobombe           | Kontrollpunkt                     | 41 (+1) | 76        | Irakischer Widerstand             |
| 19. April 2007 | Irak             | Anschlag in Bagdad         |                                    |                                                                                             | Selbstmordattentäter                         | Fußgängerzone                     | 12 (+1) | 28        | Irakischer Widerstand             |
| 22. April 2007 | Irak             | Anschlag in Bagdad         |                                    |                                                                                             | 2 Selbstmordattentäter mit Autobomben        | Polizeistation                    | 13 (+2) | 82        | Irakischer Widerstand             |
| 22. April 2007 | Irak             | Anschlag in Mossul         |                                    |                                                                                             | Schusswaffen                                 | Jesidische Fabrikarbeiter         | 23      | 3         | Irakischer Widerstand             |
| 22. April 2007 | Afghanistan      | Anschlag in Chost          |                                    |                                                                                             | Selbstmordattentäter mit Motorradbombe       | Markt                             | 10 (+1) | 40        | Krieg in Afghanistan              |
| 23. April 2007 | Irak             | Anschlag in Baquba         |                                    |                                                                                             | Selbstmordattentäter mit Autobombe           | Polizeistation                    | 10 (+1) | 23        | Irakischer Widerstand             |
| 23. April 2007 | Irak             | Anschlag in Ninawa         |                                    |                                                                                             | Selbstmordattentäter mit Autobombe           | Parteibüro, Soldaten              | 10 (+1) | 20        | Irakischer Widerstand             |
| 23. April 2007 | Irak             | Anschlag in Ramadi         |                                    |                                                                                             | Selbstmordattentäter mit Autobombe           | Restaurant                        | 19 (+1) | 35        | Irakischer Widerstand             |
| 23. April 2007 | Sri Lanka        | Anschlag in Vavuniya       | vermutlich LTTE                    | autonomistisch, tamilisch-sozialistisch                                                     | Landmine                                     | Bus                               | 5       | 35        | Bürgerkrieg in Sri Lanka          |
| 24. April 2007 | Irak             | Anschlag in Ramadi         |                                    |                                                                                             | Selbstmordattentäter mit Autobombe           | Kontrollpunkt                     | 13 (+1) | 25        | Irakischer Widerstand             |
| 24. April 2007 | Äthiopien        | Anschlag in Somali         | ONLF                               | autonomistisch                                                                              | Schusswaffen, Granaten                       | Chinesische Öl-Explorationsanlage | 74      | 0         | Aufstand im Ogaden                |
| 25. April 2007 | Deutschland      | Anschlag in Heilbronn      | NSU                                | rechtsextremistisch, neonazistisch, rassistisch, xenophob                                   | Pistole                                      | Polizisten                        | 1       | 1         |                                   |
| 28. April 2007 | Irak             | Anschlag in Hīt            |                                    |                                                                                             | Selbstmordattentäter mit Autobombe           | Wohngebäude, Polizisten           | 15 (+1) | 35        | Irakischer Widerstand             |
| 28. April 2007 | Pakistan         | Anschlag in Charsadda      |                                    |                                                                                             | Selbstmordattentäter                         | Kundgebung                        | 30 (+1) | 50        | Konflikt in Nordwest-Pakistan     |
| 28. April 2007 | Irak             | Anschlag in Kerbela        |                                    |                                                                                             | Selbstmordattentäter mit Autobombe           | Schreine, Zivilisten              | 68 (+1) | 178       | Irakischer Widerstand             |
| 30. April 2007 | Thailand         | Anschlag in Pattani        |                                    |                                                                                             | Motorradbombe                                | Markt                             | 0       | 20        | Konflikt in Südthailand seit 2004 |
| 30. April 2007 | Irak             | Anschlag in Diyala         |                                    |                                                                                             | Selbstmordattentäter                         | Beerdigung                        | 32 (+1) | 60        | Irakischer Widerstand             |

## Mai
| Datum/Beginn | Betroffenes Land                  | Anschlag                  | Täter                       | Politische Ausrichtung | Mittel                                | Ziel                            | Tote    | Verletzte | Hintergrund                                       |
| ------------ | --------------------------------- | ------------------------- | --------------------------- | --- | ------------------------------------- | ------------------------------- | ------- | --------- | ------------------------------------------------- |
| 01. Mai 2007 | Irak                              | Anschlag in Diyala        | ISI                         | salafistisch, wahhabitisch | Selbstmordattentäter                  | Beerdigung                      | 31 (+1) | 64        | Irakischer Widerstand                             |
| 03. Mai 2007 | Irak                              | Anschlag in Bagdad        |                             | | Selbstmordattentäter mit Autobombe    | Polizisten, Zivilisten          | 8 (+1)  | 34        | Irakischer Widerstand                             |
| 07. Mai 2007 | Irak                              | Anschlag in al-Anbar      |                             | | 2 Selbstmordattentäter mit Autobomben | Markt, Polizeistation           | 20 (+2) | 40        | Irakischer Widerstand                             |
| 07. Mai 2007 | Irak                              | Anschlag in al-Anbar      |                             | | Automatische Schusswaffen             | Hochzeit                        | 28      |           | Irakischer Widerstand                             |
| 08. Mai 2007 | Philippinen                       | Anschlag in Tacurong      | vermutlich Jemaah Islamiyah | islamistisch, islamisch-fundamentalistisch, panislamisch, salafistisch, wahhabitisch                                                              | Sprengsatz                            | Wahlkampfveranstaltung          | 9       | 34        | Moro-Konflikt                                     |
| 13. Mai 2007 | Irak                              | Anschlag in Machmur       |                             | | Selbstmordattentäter mit Autobombe    | Parteigebäude                   | 29 (+1) | 60        | Irakischer Widerstand                             |
| 14. Mai 2007 | Palästinensische Autonomiegebiete | Anschlag in Gaza          | Hamas                       | palästinensisch-nationalistisch, sunnitisch-islamistisch, islamisch-nationalistisch, islamisch-fundamentalistisch, antizionistisch, antisemitisch | Artillerie, Automatische Schusswaffen | Militärtrainingszentrum         | 9       | 20        | Israelisch-Palästinensischer Konflikt             |
| 15. Mai 2007 | Spanien                           | Anschlag in Lugo          | Resistência Galega          | autonomistisch-galicisch | Sprengstoff                           | Industriepark, Gebäude          | 0       | 0         |                                                   |
| 15. Mai 2007 | Irak                              | Anschlag in Diyala        |                             | | Autobombe                             | Markt                           | 32      | 50        | Irakischer Widerstand                             |
| 15. Mai 2007 | Pakistan                          | Anschlag in Peschawar     | vermutlich TTP              | deobandisch, islamisch-fundamentalistisch | Selbstmordattentäter                  | Hotelrestaurant                 | 24 (+1) |           | Konflikt in Nordwest-Pakistan                     |
| 18. Mai 2007 | Peru                              | Anschlag in Juliaca       |                             | | Sprengsatz                            | Markt                           | 6       | 48        | Bewaffneter Konflikt in Peru                      |
| 18. Mai 2007 | Philippinen                       | Anschlag in Cotabato City |                             | | Sprengsatz                            | Bushaltestelle                  | 3       | 38        | Moro-Konflikt                                     |
| 18. Mai 2007 | Indien                            | Anschlag in Hyderabad     |                             | | 3 Sprengsätze                         | Moschee                         | 13      | 64        |                                                   |
| 19. Mai 2007 | Demokratische Republik Kongo      | Anschlag in Beni          | vermutlich FDLR             | hutu-nationalistisch |                                       | Konvoi                          | 3       | 20        | Konflikt im Ostkongo                              |
| 20. Mai 2007 | Afghanistan                       | Anschlag in Gardez        |                             | | Selbstmordattentäter                  | Markt                           | 9 (+1)  | 30        | Krieg in Afghanistan                              |
| 21. Mai 2007 | Lettland                          | Anschlag in Riga          |                             | | Sprengsatz                            | Fahrzeug                        | 0       | 1         |                                                   |
| 22. Mai 2007 | Irak                              | Anschlag in Bagdad        |                             | | Autobombe                             | Markt                           | 24      | 60        | Irakischer Widerstand                             |
| 22. Mai 2007 | Türkei                            | Anschlag in Ankara        | Freiheitsfalken Kurdistans  | autonomistisch, kurdisch-nationalistisch | Selbstmordattentäter                  | Einkaufszentrum                 | 9 (+1)  | 121       | Konflikt zwischen der Republik Türkei und der PKK |
| 26. Mai 2007 | Irak                              | Anschlag nahe Bagdad      |                             | | Autobomben, Mörser                    | Zivilisten                      | 5       | 37        | Irakischer Widerstand                             |
| 26. Mai 2007 | Indien                            | Anschlag in Guwahati      | vermutlich ULFA             | autonomistisch, assamesisch-nationalistisch, marxistisch, sozialistisch                                                                           | Sprengsatz                            | Zivilisten                      | 8       | 20        | Aufstand im Nordosten Indiens                     |
| 27. Mai 2007 | Demokratische Republik Kongo      | Anschlag in Katanga       | FDLR                        | hutu-nationalistisch | Stichwaffen                           | Zivilisten                      | 17      | 28        | Konflikt im Ostkongo                              |
| 28. Mai 2007 | Thailand                          | Anschlag in Songkhla      |                             | | Autobombe                             | Markt                           | 4       | 23        | Konflikt in Südthailand seit 2004                 |
| 28. Mai 2007 | Äthiopien                         | Anschlag in Jijiga        | ONLF                        | autonomistisch | 5 Handgranaten                        | Stadion, Kundgebung, Zivilisten | 5       | 52        | Aufstand im Ogaden                                |
| 28. Mai 2007 | Irak                              | Anschlag nahe Bagdad      |                             | | Autobombe                             | Schrein                         | 21      | 28        | Irakischer Widerstand                             |
| 28. Mai 2007 | Sri Lanka                         | Anschlag in Colombo       | vermutlich LTTE             | autonomistisch, tamilisch-sozialistisch | Landmine                              | Polizeifahrzeug                 | 7       | 31        | Bürgerkrieg in Sri Lanka                          |
| 29. Mai 2007 | Irak                              | Anschlag nahe Bagdad      |                             | | Autobombe                             | Gebetshalle                     | 25      | 75        | Irakischer Widerstand                             |
| 31. Mai 2007 | Irak                              | Anschlag nahe Falludscha  |                             | | Selbstmordattentäter                  | Polizeirekrutierungszentrum     | 25 (+1) | 50        | Irakischer Widerstand                             |

## Juni
| Datum/Beginn  | Betroffenes Land                  | Anschlag                    | Täter                       | Politische Ausrichtung | Mittel                                                        | Ziel                                | Tote     | Verletzte | Hintergrund                           |
| ------------- | --------------------------------- | --------------------------- | --------------------------- | --- | ------------------------------------------------------------- | ----------------------------------- | -------- | --------- | ------------------------------------- |
| 01. Juni 2007 | Irak                              | Anschlag in Bagdad          |                             | | Mörser                                                        | Zivilisten                          | 12       | 40        | Irakischer Widerstand                 |
| 02. Juni 2007 | Irak                              | Anschlag in Bagdad          |                             | | Mörser                                                        | Zivilisten                          | 7        | 25        | Irakischer Widerstand                 |
| 02. Juni 2007 | Sri Lanka                         | Anschlag in der Nordprovinz | vermutlich LTTE             | autonomistisch, tamilisch-sozialistisch | Artillerie, Schusswaffen                                      | Militärstützpunkt                   | 10 (+52) | 20        | Bürgerkrieg in Sri Lanka              |
| 03. Juni 2007 | Thailand                          | Anschlag in Bannang Sata    |                             | | Motorradbombe                                                 | Zivilisten                          | 0        | 20        | Konflikt in Südthailand seit 2004     |
| 03. Juni 2007 | Irak                              | Anschlag in Baladruz        | ISI                         | salafistisch, wahhabitisch | Autobombe                                                     | Markt, Polizeistation               | 10       | 30        | Irakischer Widerstand                 |
| 06. Juni 2007 | Irak                              | Anschlag in Bagdad          |                             | | 2 Autobomben                                                  | Zivilisten                          | 7        | 27        | Irakischer Widerstand                 |
| 08. Juni 2007 | Thailand                          | Anschlag in Yala            |                             | | Sprengsatz                                                    | Teehaus                             | 2        | 22        | Konflikt in Südthailand seit 2004     |
| 08. Juni 2007 | Irak                              | Anschlag in Kirkuk          |                             | | Autobombe, Selbstmordattentäter                               | Zivilisten                          | 19 (+1)  | 20        | Irakischer Widerstand                 |
| 08. Juni 2007 | Irak                              | Anschlag in Basra           |                             | | 2 Selbstmordattentäter mit Autobomben                         | Zivilisten                          | 15 (+2)  | 30        | Irakischer Widerstand                 |
| 09. Juni 2007 | Irak                              | Anschlag in Babil           | vermutlich al-Qaida im Irak | salafistisch, wahhabitisch, panislamisch, antikommunistisch, antizionistisch, antisemitisch                                                       | Selbstmordattentäter mit Autobombe                            | Militärhauptquartier, Kontrollpunkt | 14 (+1)  | 30        | Irakischer Widerstand                 |
| 10. Juni 2007 | Irak                              | Anschlag in Tikrit          |                             | | Selbstmordattentäter mit Autobombe                            | Polizeistation                      | 15 (+1)  | 50        | Irakischer Widerstand                 |
| 11. Juni 2007 | Kenia                             | Anschlag in Nairobi         |                             | | Selbstmordattentäter                                          | Bushaltestelle, Zivilisten          | 2 (+1)   | 35        | Somalischer Bürgerkrieg               |
| 12. Juni 2007 | Palästinensische Autonomiegebiete | Anschlag in Gaza            | Hamas                       | palästinensisch-nationalistisch, sunnitisch-islamistisch, islamisch-nationalistisch, islamisch-fundamentalistisch, antizionistisch, antisemitisch | Automatische Schusswaffen, Mörser, Panzerfäuste               | Polizeihauptquartier                | 10       | 30        | Israelisch-Palästinensischer Konflikt |
| 13. Juni 2007 | Indien                            | Anschlag in Assam           | ULFA                        | autonomistisch, assamesisch-nationalistisch, marxistisch, sozialistisch                                                                           | Sprengsatz                                                    | Markt                               | 1        | 40        | Aufstand im Nordosten Indiens         |
| 17. Juni 2007 | Afghanistan                       | Anschlag in Kabul           | Haqqani-Netzwerk            | deobandisch-fundamentalistisch | Selbstmordattentäter                                          | Polizeibus                          | 35 (+1)  | 52        | Krieg in Afghanistan                  |
| 19. Juni 2007 | Irak                              | Anschlag in Bagdad          |                             | | Selbstmordattentäter mit Autobombe                            | Schrein                             | 78 (+1)  | 200+      | Irakischer Widerstand                 |
| 21. Juni 2007 | Irak                              | Anschlag in Salah ad-Din    | vermutlich al-Qaida im Irak | salafistisch, wahhabitisch, panislamisch, antikommunistisch, antizionistisch, antisemitisch                                                       | Selbstmordattentäter mit Autobombe                            | Stadthalle                          | 17 (+1)  | 66        | Irakischer Widerstand                 |
| 22. Juni 2007 | Niger                             | Anschlag in Agadez          | MNJ                         | | Schusswaffen                                                  | Militärstützpunkt                   | 15       | 43        |                                       |
| 25. Juni 2007 | Irak                              | Anschlag in Bagdad          |                             | | Selbstmordattentäter                                          | Hotel                               | 13 (+1)  | 27        | Irakischer Widerstand                 |
| 25. Juni 2007 | Irak                              | Anschlag in Baidschi        |                             | | Selbstmordattentäter mit Autobombe                            | Polizeihauptquartier                | 15 (+1)  | 50        | Irakischer Widerstand                 |
| 25. Juni 2007 | Irak                              | Anschlag in Hilla           |                             | | Selbstmordattentäter mit Autobombe                            | Kontrollpunkt, Zivilisten           | 8 (+1)   | 31        | Irakischer Widerstand                 |
| 25. Juni 2007 | Irak                              | Anschlag in Mossul          |                             | | Autobombe                                                     |                                     | 1        | 20        | Irakischer Widerstand                 |
| 29. Juni 2007 | Vereinigtes Königreich            | Anschlag in London          | vermutlich al-Qaida         | islamistisch | 2 Autobomben                                                  | Bushaltestelle, Nachtclub           | 0        | 0         |                                       |
| 29. Juni 2007 | Irak                              | Anschlag in Bagdad          |                             | | Autobombe                                                     | Bushaltestelle                      | 22       | 50        | Irakischer Widerstand                 |
| 30. Juni 2007 | Vereinigtes Königreich            | Anschlag in Paisley         | vermutlich al-Qaida im Irak | islamistisch | 2 Selbstmordattentäter mit mit Benzinkanistern beladenem Jeep | Flughafen, Reisende                 | 0 (+1)   | 1 (+1)    |                                       |
| 30. Juni 2007 | Irak                              | Anschlag in Diyala          |                             | | Selbstmordattentäter                                          | Polizeirekrutierungszentrum         | 19 (+1)  | 22        | Irakischer Widerstand                 |

## Juli
| Datum/Beginn  | Betroffenes Land | Anschlag                       | Täter                 | Politische Ausrichtung                                                                      | Mittel                                | Ziel                                 | Tote     | Verletzte | Hintergrund                       |
| ------------- | ---------------- | ------------------------------ | --------------------- | ------------------------------------------------------------------------------------------- | ------------------------------------- | ------------------------------------ | -------- | --------- | --------------------------------- |
| 02. Juli 2007 | Westsahara       | Anschlag nahe El Aaiún         |                       |                                                                                             | Benzinbombe                           | Polizisten                           | 0        | 3         |                                   |
| 02. Juli 2007 | Irak             | Anschlag nahe Bagdad           |                       |                                                                                             | Autobombe                             | Zivilisten                           | 4        | 25        | Irakischer Widerstand             |
| 03. Juli 2007 | Irak             | Anschlag nahe Bagdad           |                       |                                                                                             | Autobombe                             | Markt, Zivilisten                    | 18       | 35        | Irakischer Widerstand             |
| 04. Juli 2007 | Pakistan         | Anschlag in Islamabad          | vermutlich Islamisten | islamistisch                                                                                | Schusswaffen, Entführung              | Moschee, Journalisten                | 7        | 207       | Konflikt in Nordwest-Pakistan     |
| 05. Juli 2007 | Irak             | Anschlag nahe Bagdad           |                       |                                                                                             | Selbstmordattentäter mit Autobombe    | Hochzeitsgesellschaft in Minibussen  | 17 (+1)  | 24        | Irakischer Widerstand             |
| 06. Juli 2007 | Irak             | Anschlag in Diyala             |                       |                                                                                             | Selbstmordattentäter mit Autobombe    | Markt                                | 26 (+1)  | 33        | Irakischer Widerstand             |
| 07. Juli 2007 | Irak             | Anschlag in Amerli             |                       |                                                                                             | Selbstmordattentäter mit Autobombe    | Markt                                | 150+     | 250+      | Irakischer Widerstand             |
| 08. Juli 2007 | Irak             | Anschlag in al-Anbar           |                       |                                                                                             | Selbstmordattentäter mit Autobombe    | Militärrekruten                      | 22 (+1)  | 27        | Irakischer Widerstand             |
| 09. Juli 2007 | Indien           | Anschlag in Chhattisgarh       | Maoisten              | maoistisch                                                                                  | Automatische Schusswaffen, Artillerie | Polizisten                           | 24       |           | Naxalitenaufstand                 |
| 10. Juli 2007 | Pakistan         | Anschlag in Islamabad          | vermutlich Islamisten | islamistisch                                                                                | Schusswaffen                          | Moschee                              | 96       | 35        | Konflikt in Nordwest-Pakistan     |
| 10. Juli 2007 | Irak             | Anschlag in al-Anbar           |                       |                                                                                             | Selbstmordattentäter                  | Versammlung                          | 21       | 50        | Irakischer Widerstand             |
| 10. Juli 2007 | Irak             | Anschlag in Diyala             |                       |                                                                                             | Schusswaffen                          | Dorf                                 | 18 (+25) | 40        | Irakischer Widerstand             |
| 11. Juli 2007 | Algerien         | Anschlag in Algier             | al-Qaida im Maghreb   | salafistisch, wahhabitisch                                                                  | Selbstmordattentäter mit Autobombe    | Militärkaserne                       | 10 (+1)  | 35        | Aufstand im Maghreb seit 2002     |
| 14. Juli 2007 | Pakistan         | Anschlag in Khyber Pakhtunkhwa | vermutlich al-Qaida   | salafistisch, wahhabitisch, panislamisch, antikommunistisch, antizionistisch, antisemitisch | Selbstmordattentäter mit Autobombe    | Militärkonvoi                        | 24 (+1)  | 26        | Konflikt in Nordwest-Pakistan     |
| 15. Juli 2007 | Pakistan         | Anschlag in Khyber Pakhtunkhwa |                       |                                                                                             | Selbstmordattentäter mit Autobombe    | Militärkonvoi                        | 12 (+1)  | 20        | Konflikt in Nordwest-Pakistan     |
| 15. Juli 2007 | Pakistan         | Anschlag in Khyber Pakhtunkhwa |                       |                                                                                             | Selbstmordattentäter                  | Polizeirekrutierungszentrum          | 26 (+1)  | 60        | Konflikt in Nordwest-Pakistan     |
| 16. Juli 2007 | Pakistan         | Anschlag in Khyber Pakhtunkhwa |                       |                                                                                             | 2 Selbstmordattentäter mit Autobomben | Militärkonvoi                        | 14 (+2)  | 47        | Konflikt in Nordwest-Pakistan     |
| 16. Juli 2007 | Pakistan         | Anschlag in Khyber Pakhtunkhwa |                       |                                                                                             | Selbstmordattentäter                  | Polizeistation                       | 20 (+2)  | 35        | Konflikt in Nordwest-Pakistan     |
| 17. Juli 2007 | Pakistan         | Anschlag in Islamabad          |                       |                                                                                             | Selbstmordattentäter                  | Anwaltskonvention                    | 16 (+1)  | 63        | Konflikt in Nordwest-Pakistan     |
| 18. Juli 2007 | Irak             | Anschlag in Kirkuk             |                       |                                                                                             | Selbstmordattentäter mit Autobombe    | Parteigebäude                        | 79 (+1)  | 183       | Irakischer Widerstand             |
| 18. Juli 2007 | Irak             | Anschlag in Diyala             |                       |                                                                                             | Schusswaffen                          | Dorf                                 | 29       |           | Irakischer Widerstand             |
| 18. Juli 2007 | Pakistan         | Anschlag in Islamabad          |                       |                                                                                             | Selbstmordattentäter                  | Kundgebung                           | 13 (+1)  | 40        | Konflikt in Nordwest-Pakistan     |
| 18. Juli 2007 | Irak             | Anschlag in Bagdad             |                       |                                                                                             | Autobombe                             | Zivilisten                           | 20       |           | Irakischer Widerstand             |
| 18. Juli 2007 | Thailand         | Anschlag in Yala               |                       |                                                                                             | Motorradbombe                         | Journalisten, Polizisten, Zivilisten | 1        | 20        | Konflikt in Südthailand seit 2004 |
| 19. Juli 2007 | Afghanistan      | Anschlag in Faizabad           | vermutlich Taliban    | deobandisch-fundamentalistisch, paschtunisch, islamistisch                                  | Selbstmordattentäter                  | Polizeistation                       | 0 (+1)   | 27        | Krieg in Afghanistan              |
| 20. Juli 2007 | Pakistan         | Anschlag in Belutschistan      |                       |                                                                                             | Sprengsatz                            | Markt                                | 25       | 20        | Konflikt in Nordwest-Pakistan     |
| 20. Juli 2007 | Pakistan         | Anschlag in Belutschistan      |                       |                                                                                             | Selbstmordattentäter                  | Chinesische Arbeiter                 | 30       |           | Konflikt in Nordwest-Pakistan     |
| 24. Juli 2007 | Irak             | Anschlag in Hilla              |                       |                                                                                             | Selbstmordattentäter mit Autobombe    | Krankenhaus                          | 32 (+1)  | 117       | Irakischer Widerstand             |
| 25. Juli 2007 | Pakistan         | Anschlag in Bannu              |                       |                                                                                             | Raketen                               | Polizisten, Zivilisten               | 9        | 41        | Konflikt in Nordwest-Pakistan     |
| 26. Juli 2007 | Irak             | Anschlag in Kirkuk             |                       |                                                                                             | Autobombe                             | Restaurant                           | 6        | 25        | Irakischer Widerstand             |
| 27. Juli 2007 | Irak             | Anschlag in Bagdad             |                       |                                                                                             | Selbstmordattentäter mit Autobombe    | Zivilisten                           | 29 (+1)  | 75        | Irakischer Widerstand             |
| 27. Juli 2007 | Pakistan         | Anschlag in Islamabad          |                       |                                                                                             | Selbstmordattentäter                  | Hotel, Polizisten                    | 11 (+1)  | 43        | Konflikt in Nordwest-Pakistan     |
| 27. Juli 2007 | Irak             | Anschlag in Bagdad             |                       |                                                                                             | Autobombe                             | Zivilisten                           | 25       | 115       | Irakischer Widerstand             |
| 27. Juli 2007 | Irak             | Anschlag in Bagdad             |                       |                                                                                             | Selbstmordattentäter mit Autobombe    | Zivilisten                           | 19 (+1)  | 60        | Irakischer Widerstand             |
| 27. Juli 2007 | Pakistan         | Anschlag in Islamabad          |                       |                                                                                             | Selbstmordattentäter                  | Polizisten                           | 14 (+1)  | 64        | Konflikt in Nordwest-Pakistan     |
| 30. Juli 2007 | Irak             | Anschlag in Bagdad             |                       |                                                                                             | Autobombe                             | Zivilisten                           | 6        | 26        | Irakischer Widerstand             |

## August
| Datum/Beginn    | Betroffenes Land       | Anschlag                       | Täter                                | Politische Ausrichtung                                                                      | Mittel                                 | Ziel             | Tote     | Verletzte | Hintergrund                   |
| --------------- | ---------------------- | ------------------------------ | ------------------------------------ | ------------------------------------------------------------------------------------------- | -------------------------------------- | ---------------- | -------- | --------- | ----------------------------- |
| 02. August 2007 | Irak                   | Anschlag in Bagdad             |                                      |                                                                                             | Autobombe                              | Tankwagen        | 50       | 20        | Irakischer Widerstand         |
| 02. August 2007 | Irak                   | Anschlag in Bagdad             |                                      |                                                                                             | Selbstmordattentäter mit Autobombe     | Eiscafé          | 19 (+1)  | 40        | Irakischer Widerstand         |
| 02. August 2007 | Somalia                | Anschlag in Mogadischu         | vermutlich Muslimische Extremisten   |                                                                                             | Sprengstoff                            | Wohngebiet       | 10       | 25        | Somalischer Bürgerkrieg       |
| 04. August 2007 | Pakistan               | Anschlag in Khyber Pakhtunkhwa | TTP                                  | deobandisch, islamisch-fundamentalistisch                                                   | Selbstmordattentäter mit Autobombe     |                  | 8        | 35        | Konflikt in Nordwest-Pakistan |
| 07. August 2007 | Irak                   | Anschlag in Tal Afar           |                                      |                                                                                             | Selbstmordattentäter mit Autobombe     |                  | 27 (+1)  | 19        | Irakischer Widerstand         |
| 10. August 2007 | Irak                   | Anschlag nahe Kirkuk           |                                      |                                                                                             | Autobombe                              | Markt            | 6 (+1)   | 47        | Irakischer Widerstand         |
| 14. August 2007 | Irak                   | Anschlag von Sindschar         | vermutlich al-Qaida im Irak          | salafistisch, wahhabitisch, panislamisch, antikommunistisch, antizionistisch, antisemitisch | 4 Autobomben                           | Jesiden          | 796      | 1562      | Irakischer Widerstand         |
| 15. August 2007 | Russland               | Anschlag in Weliki Nowgorod    | Rijadus-Salichin                     | autonomistisch, islamistisch                                                                | Sprengsatz                             | Bahngleise, Zug  | 0        | 60        | Zweiter Tschetschenienkrieg   |
| 18. August 2007 | Irak                   | Anschlag in Kirkuk             |                                      |                                                                                             | 2 Sprengsätze                          |                  | 3        | 54        | Irakischer Widerstand         |
| 18. August 2007 | Vereinigtes Königreich | Anschlag in Cornwall           | An Gof                               | autonomistisch-kornisch                                                                     | Brandsätze                             | Hotel, Touristen | 3        | 5         |                               |
| 18. August 2007 | Afghanistan            | Anschlag in Kandahar           |                                      |                                                                                             | Selbstmordattentäter                   | Polizisten       | 10 (+15) | 20        | Krieg in Afghanistan          |
| 20. August 2007 | Irak                   | Anschlag in Bagdad             |                                      |                                                                                             | Autobombe                              |                  | 5        | 20        | Irakischer Widerstand         |
| 22. August 2007 | Irak                   | Anschlag in Baidschi           |                                      |                                                                                             | Selbstmordattentäter mit Autobombe     | Polizeigebäude   | 19 (+1)  | 40        | Irakischer Widerstand         |
| 22. August 2007 | Irak                   | Anschlag in Diyala             |                                      |                                                                                             | Selbstmordattentäter mit Motorradbombe | Markt            | 6 (+1)   | 35        | Irakischer Widerstand         |
| 24. August 2007 | Spanien                | Anschlag in Durango            | vermutlich ETA                       | autonomistisch, baskisch-nationalistisch, marxistisch-leninistisch                          | Autobombe                              | Polizeikaserne   | 0        | 2         | Baskischer Konflikt           |
| 24. August 2007 | Pakistan               | Anschlag in Khyber Pakhtunkhwa |                                      |                                                                                             | Selbstmordattentäter mit Autobombe     | Kontrollpunkt    | 4 (+1)   | 30        | Konflikt in Nordwest-Pakistan |
| 25. August 2007 | Indien                 | Anschlag in Hyderabad          | vermutlich Harkat-ul-Jihad al-Islami | islamisch-fundamentalistisch                                                                | Sprengstoff                            | Park             | 40+      | 100+      |                               |
| 27. August 2007 | Sudan                  | Anschlag nahe Khartum          |                                      |                                                                                             | Granate                                |                  | 6        | 20        |                               |
| 28. August 2007 | Irak                   | Anschlag in Kerbela            |                                      |                                                                                             | Schusswaffen                           | Pilger           | 27       | 147       | Irakischer Widerstand         |
| 31. August 2007 | Sudan                  | Anschlag in Kurdufan           | vermutlich JEM                       | islamistisch, populistisch, föderalistisch                                                  | Schusswaffen                           | Polizisten       | 46       | 11        | Darfur-Konflikt               |

## September
| Datum/Beginn       | Betroffenes Land | Anschlag                       | Täter                       | Politische Ausrichtung                                                                      | Mittel                                     | Ziel                           | Tote    | Verletzte | Hintergrund                                  |
| ------------------ | ---------------- | ------------------------------ | --------------------------- | ------------------------------------------------------------------------------------------- | ------------------------------------------ | ------------------------------ | ------- | --------- | -------------------------------------------- |
| 03. September 2007 | Jamaika          | Anschlag in Kingston           |                             |                                                                                             | Schusswaffe                                | Wahllokal                      | 0       | 1         |                                              |
| 04. September 2007 | Pakistan         | Anschlag in Rawalpindi         |                             |                                                                                             | 2 Selbstmordattentäter, einer auf Motorrad | Regierungsfahrzeug, Zivilisten | 25 (+2) | 68        | Konflikt in Nordwest-Pakistan                |
| 05. September 2007 | Irak             | Anschlag in Bagdad             |                             |                                                                                             | Sprengsatz                                 | Bushaltestelle                 | 11      | 20        | Irakischer Widerstand                        |
| 08. September 2007 | Algerien         | Anschlag in Boumerdes          | al-Qaida im Maghreb         | salafistisch, wahhabitisch                                                                  | 2 Selbstmordattentäter mit Autobombe       | Militärkaserne                 | 28 (+2) | 47        | Aufstand im Maghreb seit 2002                |
| 08. September 2007 | Irak             | Anschlag in Bagdad             |                             |                                                                                             | Selbstmordattentäter mit Autobombe         | Kontrollpunkt                  | 14 (+1) | 23        | Irakischer Widerstand                        |
| 10. September 2007 | Afghanistan      | Anschlag in Helmand            | vermutlich Taliban          | deobandisch-fundamentalistisch, paschtunisch, islamistisch                                  | 2 Selbstmordattentäter                     | Markt                          | 26 (+2) | 60        | Krieg in Afghanistan                         |
| 13. September 2007 | Pakistan         | Anschlag in Khyber Pakhtunkhwa |                             |                                                                                             | Selbstmordattentäter mit Autobombe         | Militärstützpunkt              | 15 (+1) | 27        | Konflikt in Nordwest-Pakistan                |
| 16. September 2007 | Irak             | Anschlag in Tuz Churmatu       |                             |                                                                                             | Sprengstoff                                | Café                           | 6       | 22        | Irakischer Widerstand                        |
| 24. September 2007 | Irak             | Anschlag in Baquba             | vermutlich al-Qaida im Irak | salafistisch, wahhabitisch, panislamisch, antikommunistisch, antizionistisch, antisemitisch | Selbstmordattentäter                       | Moschee                        | 19 (+1) | 30        | Irakischer Widerstand                        |
| 25. September 2007 | Irak             | Anschlag in Basra              |                             |                                                                                             | Selbstmordattentäter mit Autobombe         | Polizeistation                 | 3 (+1)  | 20        | Irakischer Widerstand                        |
| 26. September 2007 | Irak             | Anschlag in Mossul             |                             |                                                                                             | Selbstmordattentäter mit Autobombe         | Baustelle                      | 3 (+1)  | 47        | Irakischer Widerstand                        |
| 26. September 2007 | Irak             | Anschlag in Bagdad             |                             |                                                                                             | 2 Autobomben                               | Einkaufszentrum                | 32      | 11        | Irakischer Widerstand                        |
| 29. September 2007 | Malediven        | Anschlag in Malé               |                             |                                                                                             | Sprengsatz                                 | Touristen, Moschee             | 0       | 12        |                                              |
| 29. September 2007 | Afghanistan      | Anschlag in Kabul              | Taliban                     | deobandisch-fundamentalistisch, paschtunisch, islamistisch                                  | Selbstmordattentäter                       | Militärbus                     | 30 (+2) | 0         | Krieg in Afghanistan                         |
| 30. September 2007 | Indien           | Anschlag in Assam              | vermutlich ULFA             | autonomistisch, assamesisch-nationalistisch, marxistisch, sozialistisch                     | Sprengsätze                                | Zivilisten                     | 5       | 60        | Aufstand im Nordosten Indiens Assam-Konflikt |

## Oktober
| Datum/Beginn     | Betroffenes Land | Anschlag                   | Täter                                | Politische Ausrichtung                                                               | Mittel                                 | Ziel                    | Tote     | Verletzte | Hintergrund                   |
| ---------------- | ---------------- | -------------------------- | ------------------------------------ | ------------------------------------------------------------------------------------ | -------------------------------------- | ----------------------- | -------- | --------- | ----------------------------- |
| 01. Oktober 2007 | Pakistan         | Anschlag in Bannu          |                                      |                                                                                      | Selbstmordattentäter mit Autobombe     | Kontrollpunkt           | 15 (+1)  | 29        | Konflikt in Nordwest-Pakistan |
| 04. Oktober 2007 | Irak             | Anschlag in Tal Afar       |                                      |                                                                                      | Selbstmordattentäter mit Autobombe     | Markt                   | 3 (+1)   | 57        | Irakischer Widerstand         |
| 05. Oktober 2007 | Philippinen      | Anschlag in Kidapawan      | Jemaah Islamiyah                     | islamistisch, islamisch-fundamentalistisch, panislamisch, salafistisch, wahhabitisch | 2 Sprengsätze                          | Markt, Zivilisten       | 2        | 36        | Moro-Konflikt                 |
| 09. Oktober 2007 | Irak             | Anschlag in Bagdad         |                                      |                                                                                      | Autobombe                              | Moschee                 | 6        | 29        | Irakischer Widerstand         |
| 09. Oktober 2007 | Spanien          | Anschlag in Bilbao         | vermutlich ETA                       | autonomistisch, baskisch-nationalistisch, marxistisch-leninistisch                   | Autobombe                              | Zivilisten              | 0        | 3         | Baskischer Konflikt           |
| 09. Oktober 2007 | Pakistan         | Anschlag in Peschawar      |                                      |                                                                                      | Sprengsatz                             | Zivilisten              | 0        | 25        | Konflikt in Nordwest-Pakistan |
| 11. Oktober 2007 | Irak             | Anschlag in Bagdad         |                                      |                                                                                      | Selbstmordattentäter mit Autobombe     | Café                    | 8 (+1)   | 25        | Irakischer Widerstand         |
| 11. Oktober 2007 | Irak             | Anschlag in Kirkuk         |                                      |                                                                                      | Selbstmordattentäter mit Autobombe     | Polizeikonvoi           | 7 (+1)   | 50        | Irakischer Widerstand         |
| 13. Oktober 2007 | Afghanistan      | Anschlag in Kandahar       |                                      |                                                                                      | Selbstmordattentäter mit Motorradbombe | Markt, Polizeifahrzeuge | 4 (+1)   | 29        | Krieg in Afghanistan          |
| 14. Oktober 2007 | Indien           | Anschlag in Ludhiana       | Babbar Khalsa                        | autonomistisch-sikhistisch                                                           | Sprengsatz                             | Kino                    | 6        | 37        |                               |
| 15. Oktober 2007 | Irak             | Anschlag in Bagdad         |                                      |                                                                                      | Selbstmordattentäter mit Autobombe     | Restaurant              | 6 (+1)   | 25        | Irakischer Widerstand         |
| 16. Oktober 2007 | Irak             | Anschlag in Bagdad         |                                      |                                                                                      | Autobombe                              | Kontrollpunkt           | 4        | 20        | Irakischer Widerstand         |
| 16. Oktober 2007 | Irak             | Anschlag in Mossul         |                                      |                                                                                      | Selbstmordattentäter mit Autobombe     | Polizeistation          | 4 (+1)   | 30        | Irakischer Widerstand         |
| 18. Oktober 2007 | Pakistan         | Anschlag in Karatschi      | vermutlich Harkat-ul-Jihad al-Islami | islamisch-fundamentalistisch                                                         | Granate, Selbstmordattentäter          | Veranstaltung           | 139 (+2) | 250+      | Konflikt in Nordwest-Pakistan |
| 19. Oktober 2007 | Philippinen      | Anschlag in Makati         |                                      |                                                                                      | Sprengsatz                             | Einkaufszentrum         | 8        | 130+      |                               |
| 20. Oktober 2007 | Pakistan         | Anschlag in Belutschistan  | Baloch Republican Army               | autonomistisch, belutschisch-nationalistisch                                         | Autobombe                              | Bushaltestelle          | 8        | 28        | Belutschistankonflikt         |
| 23. Oktober 2007 | Sudan            | Anschlag in Gharb Kurdufan | JEM                                  | islamistisch                                                                         | Schusswaffen, Geiselnahme              | Arbeiter, Ölfeld        | 20       | 0         | Darfur-Konflikt               |
| 24. Oktober 2007 | Irak             | Anschlag in Diyala         |                                      |                                                                                      | 2 Sprengsätze                          | Zivilisten              | 9        | 23        | Irakischer Widerstand         |
| 24. Oktober 2007 | Irak             | Anschlag in Baquba         |                                      |                                                                                      | Mörser                                 | Zivilisten              | 3        | 24        | Irakischer Widerstand         |
| 25. Oktober 2007 | Pakistan         | Anschlag in Mingora        |                                      |                                                                                      | Selbstmordattentäter mit Autobombe     | Polizeifahrzeug         | 20 (+1)  | 34        | Konflikt in Nordwest-Pakistan |
| 28. Oktober 2007 | Irak             | Anschlag in Kirkuk         |                                      |                                                                                      | Selbstmordattentäter mit Autobombe     | Bushaltestelle          | 6 (+1)   | 21        | Irakischer Widerstand         |
| 29. Oktober 2007 | Irak             | Anschlag in Baquba         |                                      |                                                                                      | Selbstmordattentäter auf Motorrad      | Polizeitrainingszentrum | 28 (+1)  | 21        | Irakischer Widerstand         |

## November
| Datum/Beginn      | Betroffenes Land | Anschlag                           | Täter              | Politische Ausrichtung                                                  | Mittel                                 | Ziel                                   | Tote     | Verletzte | Hintergrund                                                         |
| ----------------- | ---------------- | ---------------------------------- | ------------------ | ----------------------------------------------------------------------- | -------------------------------------- | -------------------------------------- | -------- | --------- | ------------------------------------------------------------------- |
| 01. November 2007 | Pakistan         | Anschlag in Punjab                 |                    |                                                                         | Selbstmordattentäter mit Motorradbombe | Militärbus                             | 10 (+1)  | 28        | Konflikt in Nordwest-Pakistan                                       |
| 01. November 2007 | Uganda           | Anschlag in Gulu                   |                    |                                                                         | Schusswaffen                           | Französische Hilfsarbeiter             | 2        | 1         |                                                                     |
| 02. November 2007 | Äthiopien        | Anschlag in Somali                 | al-Shabaab         | wahhabitisch, islamistisch                                              | Sprengstoff                            | Hotel, Soldaten                        | 100+     |           | Somalischer Bürgerkrieg                                             |
| 06. November 2007 | Afghanistan      | Anschlag in Baglan                 |                    |                                                                         | Selbstmordattentäter                   | Versammlung zur Eröffnung einer Fabrik | 63 (+1)  | 95        | Krieg in Afghanistan                                                |
| 06. November 2007 | Thailand         | Anschlag in Yala                   |                    |                                                                         | Sprengsatz                             | Einkaufszentrum                        | 0        | 27        | Konflikt in Südthailand seit 2004                                   |
| 07. November 2007 | Finnland         | Amoklauf von Jokela                | Pekka-Eric Auvinen | neofaschistisch                                                         | Schusswaffe                            | Schule                                 | 9        | 13        |                                                                     |
| 12. November 2007 | Nigeria          | Anschlag in Akwa Ibom              |                    |                                                                         | Schusswaffen                           | Ölmole                                 | 1        | 25        | Konflikt im Nigerdelta                                              |
| 12. November 2007 | Kamerun          | Anschlag auf der Bakassi-Halbinsel |                    |                                                                         | Schusswaffen                           | Soldaten                               | 21 (+10) |           |                                                                     |
| 18. November 2007 | Irak             | Anschlag in Bagdad                 |                    |                                                                         | Autobombe                              | Zivilisten                             | 10       | 21        | Irakischer Widerstand                                               |
| 18. November 2007 | Pakistan         | Kämpfe in und um Parachinar        |                    |                                                                         | Schusswaffen, Sprengstoff              | Sunnitische bzw. Schiitische Muslime   | 90+      | 150       | Kämpfe zwischen Sunniten und Schiiten Konflikt in Nordwest-Pakistan |
| 19. November 2007 | Pakistan         | Anschlag in Khyber Pakhtunkhwa     |                    |                                                                         | Mörser                                 | Markt                                  | 10       | 20        | Konflikt in Nordwest-Pakistan                                       |
| 19. November 2007 | Afghanistan      | Anschlag in Helmand                | Taliban            | deobandisch-fundamentalistisch, paschtunisch, islamistisch              | Raketen                                | Kontrollpunkt                          | 20       | 4         | Krieg in Afghanistan                                                |
| 23. November 2007 | Irak             | Anschlag in Bagdad                 |                    |                                                                         | Sprengsatz                             | Markt                                  | 13       | 57        | Irakischer Widerstand                                               |
| 23. November 2007 | Irak             | Anschlag in Mossul                 |                    |                                                                         | 2 Selbstmordattentäter mit Autobomben  | Polizeistreife, Zivilisten             | 11 (+2)  | 21        | Irakischer Widerstand                                               |
| 24. November 2007 | Indien           | Anschlag in Uttar Pradesh          |                    |                                                                         | 3 Sprengsätze                          | Gerichtsgebäude                        | 39       | 180       |                                                                     |
| 25. November 2007 | Irak             | Anschlag in Bagdad                 |                    |                                                                         | Autobombe                              | Zivilisten                             | 9        | 31        | Irakischer Widerstand                                               |
| 25. November 2007 | Indien           | Anschlag in Assam                  | vermutlich ULFA    | autonomistisch, assamesisch-nationalistisch, marxistisch, sozialistisch | 3 Sprengsätze                          | Zivilisten                             | 6        | 54        | Aufstand im Nordosten Indiens Assam-Konflikt                        |
| 29. November 2007 | Sri Lanka        | Anschlag in Colombo                | vermutlich LTTE    | autonomistisch, tamilisch-sozialistisch                                 | Sprengsatz                             | Kaufhaus                               | 17       | 43        | Bürgerkrieg in Sri Lanka                                            |
| 29. November 2007 | Irak             | Anschlag in Diyala                 |                    |                                                                         | Raketen                                | Zivilisten                             | 12       | 25        | Irakischer Widerstand                                               |

## Dezember
| Datum/Beginn      | Betroffenes Land | Anschlag                       | Täter               | Politische Ausrichtung                                     | Mittel                               | Ziel                                   | Tote    | Verletzte | Hintergrund                       |
| ----------------- | ---------------- | ------------------------------ | ------------------- | ---------------------------------------------------------- | ------------------------------------ | -------------------------------------- | ------- | --------- | --------------------------------- |
| 01. Dezember 2007 | Frankreich       | Anschlag in Capbreton 2007     | ETA                 | autonomistisch, baskisch-nationalistisch                   | Schusswaffe                          | Spanische Polizisten                   | 2       | 0         | Baskischer Konflikt               |
| 04. Dezember 2007 | Afghanistan      | Anschlag in Kabul              | Taliban             | deobandisch-fundamentalistisch, paschtunisch, islamistisch | Selbstmordattentäter                 | NATO-Soldaten                          | 0 (+1)  | 22        | Krieg in Afghanistan              |
| 04. Dezember 2007 | Thailand         | Anschlag in Pattani            |                     |                                                            | Sprengsatz                           | Restaurant                             | 6       | 20        | Konflikt in Südthailand seit 2004 |
| 05. Dezember 2007 | Sri Lanka        | Anschlag in Anuradhapura       | vermutlich LTTE     | autonomistisch, tamilisch-sozialistisch                    | Sprengsatz                           | Passagierbus                           | 15      | 38        | Bürgerkrieg in Sri Lanka          |
| 05. Dezember 2007 | Irak             | Anschlag in Bagdad             |                     |                                                            | Autobombe                            | Moschee                                | 15      | 28        | Irakischer Widerstand             |
| 05. Dezember 2007 | Afghanistan      | Anschlag in Kabul              | vermutlich Taliban  | deobandisch-fundamentalistisch, paschtunisch, islamistisch | Selbstmordattentäter mit Autobombe   | Militärbus                             | 12 (+1) | 20        | Krieg in Afghanistan              |
| 06. Dezember 2007 | Irak             | Anschlag in Bagdad             |                     |                                                            | Autobombe                            | Moschee                                | 18      | 20        | Irakischer Widerstand             |
| 06. Dezember 2007 | Kolumbien        | Anschlag in Chocó              | vermutlich FARC-EP  | marxistisch-leninistisch, links-nationalistisch            | Schusswaffen                         | Arbeiter                               | 5       | 20        | Bewaffneter Konflikt in Kolumbien |
| 07. Dezember 2007 | Irak             | Anschlag in Diyala             |                     |                                                            | Selbstmordattentäter                 |                                        | 14 (+1) | 25        | Irakischer Widerstand             |
| 11. Dezember 2007 | Algerien         | Anschlag in Algier             | al-Qaida im Maghreb | salafistisch, wahhabitisch                                 | Autobombe                            | Studenten in Bus, chinesische Arbeiter | 67      | 100+      | Aufstand im Maghreb seit 2002     |
| 12. Dezember 2007 | Irak             | Anschlag in Amara              |                     |                                                            | 3 Autobomben                         | Parkplatz, Straßenverkehr, Zivilisten  | 42      | 125       | Irakischer Widerstand             |
| 12. Dezember 2007 | Pakistan         | Anschlag in Khyber Pakhtunkhwa |                     |                                                            | Schusswaffen                         | Militärkonvoi                          | 6 (+15) | 20        | Konflikt in Nordwest-Pakistan     |
| 13. Dezember 2007 | Pakistan         | Anschlag in Quetta             |                     |                                                            | 2 Selbstmordattentäter               | Kontrollpunkt                          | 5 (+2)  | 22        | Konflikt in Nordwest-Pakistan     |
| 15. Dezember 2007 | Niger            | Anschlag in Iferouane          |                     |                                                            | Schusswaffen                         | Militärkonvoi                          | 30      |           |                                   |
| 17. Dezember 2007 | Somalia          | Anschlag in Mogadischu         | al-Shabaab          | wahhabitisch, islamistisch                                 | Mörser, Schusswaffen                 | Militärstützpunkt                      | 34      | 40        | Somalischer Bürgerkrieg           |
| 23. Dezember 2007 | Pakistan         | Anschlag in Mingora            | TTP                 | deobandisch, islamisch-fundamentalistisch                  | Selbstmordattentäter mit Autobombe   | Militärkonvoi                          | 13 (+1) | 26        | Konflikt in Nordwest-Pakistan     |
| 25. Dezember 2007 | Irak             | Anschlag in Baquba             |                     |                                                            | Selbstmordattentäter                 | Beerdigung                             | 4 (+1)  | 20        | Irakischer Widerstand             |
| 25. Dezember 2007 | Irak             | Anschlag in Baidschi           |                     |                                                            | Selbstmordattentäter mit Autobombe   | Kontrollpunkt                          | 19 (+1) | 80        | Irakischer Widerstand             |
| 27. Dezember 2007 | Pakistan         | Anschlag in Charsadda          |                     |                                                            | Selbstmordattentäter                 | Moschee                                | 71 (+1) | 100+      | Konflikt in Nordwest-Pakistan     |
| 27. Dezember 2007 | Pakistan         | Anschlag in Rawalpindi         |                     |                                                            | Selbstmordattentäter mit Schusswaffe | Wahlkampfveranstaltung, Benazir Bhutto | 19 (+1) | 100       | Konflikt in Nordwest-Pakistan     |